# 江戸ヲ称シテ東京ト為スノ詔書
| 1枚目 |  | 1枚目 |
| 1枚目 |  |       |

| 2枚目 |  | 2枚目 |
| 2枚目 |  |       |

江戸ヲ称シテ東京ト為スノ詔書（えどをしょうしてとうきょうとなすのしょうしょ、旧字体：江戶ヲ稱󠄁シテ東京ト爲スノ詔書）は、1868年9月3日（慶応4年7月17日）に、明治天皇が発した詔勅である。天皇が江戸で政務を執ることを宣言し地名も「東京」と改称することを内容とする。車駕東幸の詔書、東京遷都ノ詔、東京奠都の詔とも呼ばれるが、公式な略称・呼称ではない。

## 詔書の名称と通称
一般の詔書と同様、この詔書にも正式名称はない。便宜的に付された名称は、太政官の編纂による『詔勅録』では「江戸ヲ東京ト改称ノ詔」とし、内閣官報局『法令全書』は目録や索引で「江戸ヲ称シテ東京ト為スノ詔書」とし、国立公文書館では件名を「江戸ヲ称シテ東京ト為スノ詔」（一字違い）としている。
また、通称の「東京奠都の詔」は、後年に至って用いられたものと思われる。1940年（昭和15年）に文部省が明治維新の歴史を詳細に記した『概観維新史』（文部省維新史料編纂会編）では、この詔を「東京奠都の詔」と称し、1872年（明治5年）に英照皇太后が東京に移るに至って事実上の東京遷都となったとした。その翌年の本編『維新史』第五巻では「車駕東幸の詔書」と称し、この詔を奠都の旨を公表するものではないと解釈し、皇城を宮城と改称するに至って東京が事実上の皇都の地位を得たとしている。
なお、太政官あるいは内閣記録局が、1885年（明治18年）頃に編纂した『太政官沿革志』（親政体制一）では、「車駕東幸、十月十三日ヲ以テ東京城ニ抵リ、本城ヲ以テ奠メテ皇居ト為シ、踰ヘテ一日先ツ親政ノ令ヲ布ク。是ヲ奠都以還親政ノ始トス。」として、10月17日の「布告」（『詔勅録』によれば「東幸親政正議直諌セシムルノ詔」）に先立つ、天皇の東京入城を「奠都」の契機としており、「奠都」の語自体は早くから用いられていた。794年の平安遷都は平安奠都とも呼ばれていた。

## 内容
この詔書は、本文と副書から成る。本文は、端的に天皇が江戸で政務を執ることと、江戸を東京に改称する旨を述べている。副書は、天皇が東京で政務を執ることの意義を述べている。
本文の内容は、以下の通り。
現代語訳

私は、今政治に自ら裁決を下すこととなり、全ての民をいたわっている。江戸は東国で第一の大都市であり、四方から人や物が集まる場所である。当然、私自らその政治をみるべきである。よって、以後江戸を東京と称することとする。これは、私が国の東西を同一視するためである。国民はこの私の意向を心に留めて行動しなさい。

2010年5月廿日市市の海の見える杜美術館で、草稿が発見された。